# Площадь The Beatles

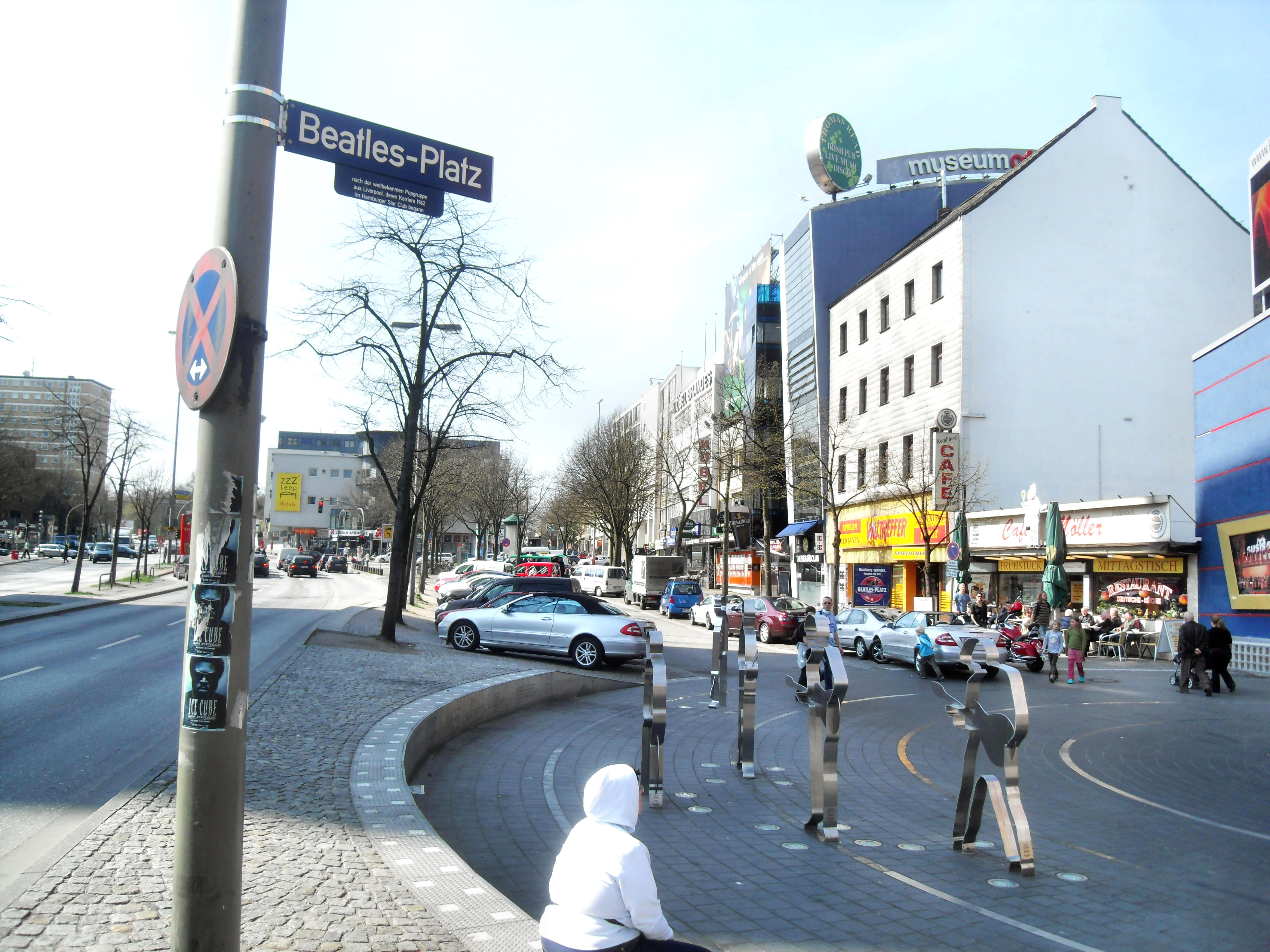
«Площадь Битлз» со стороны Репербана

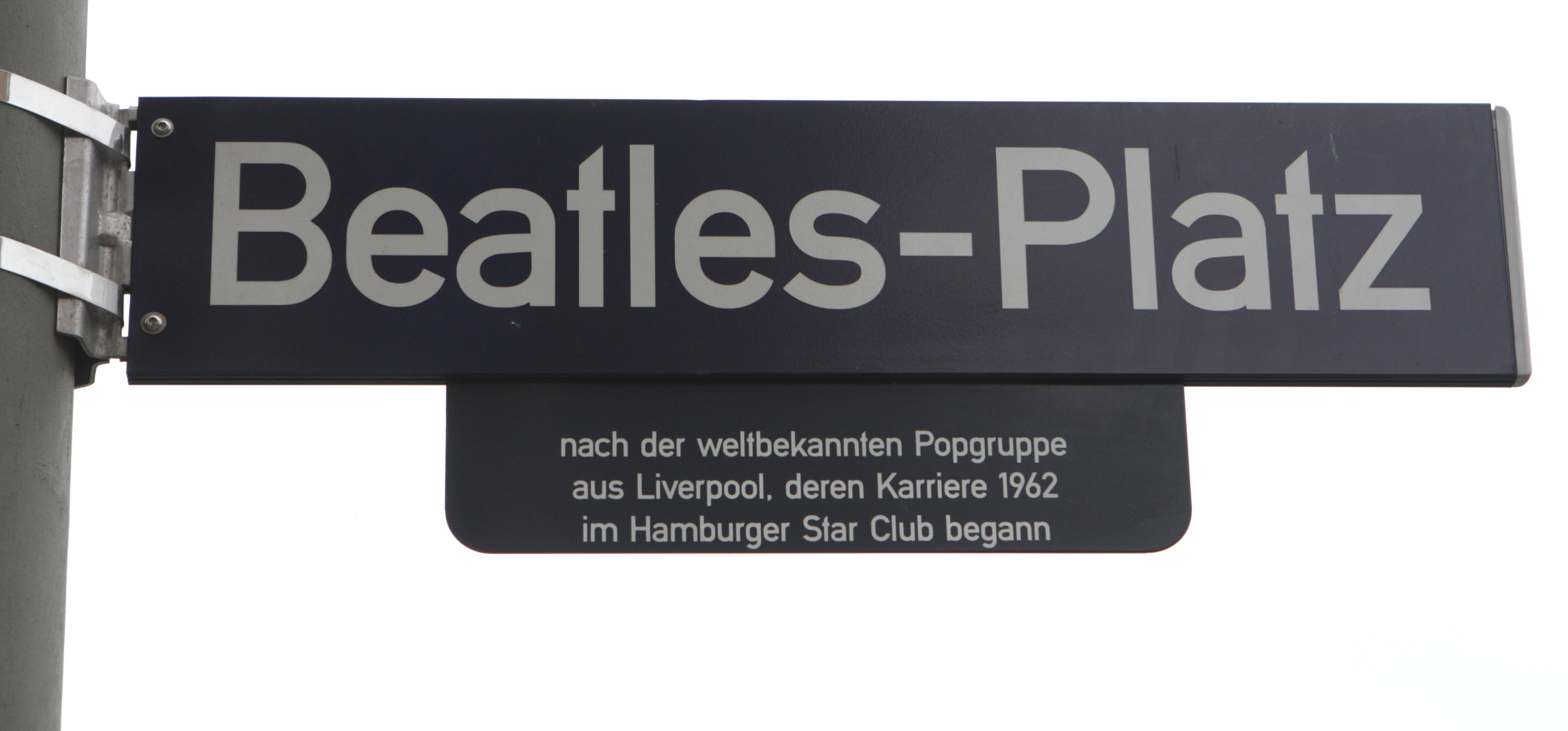
Уличный указатель

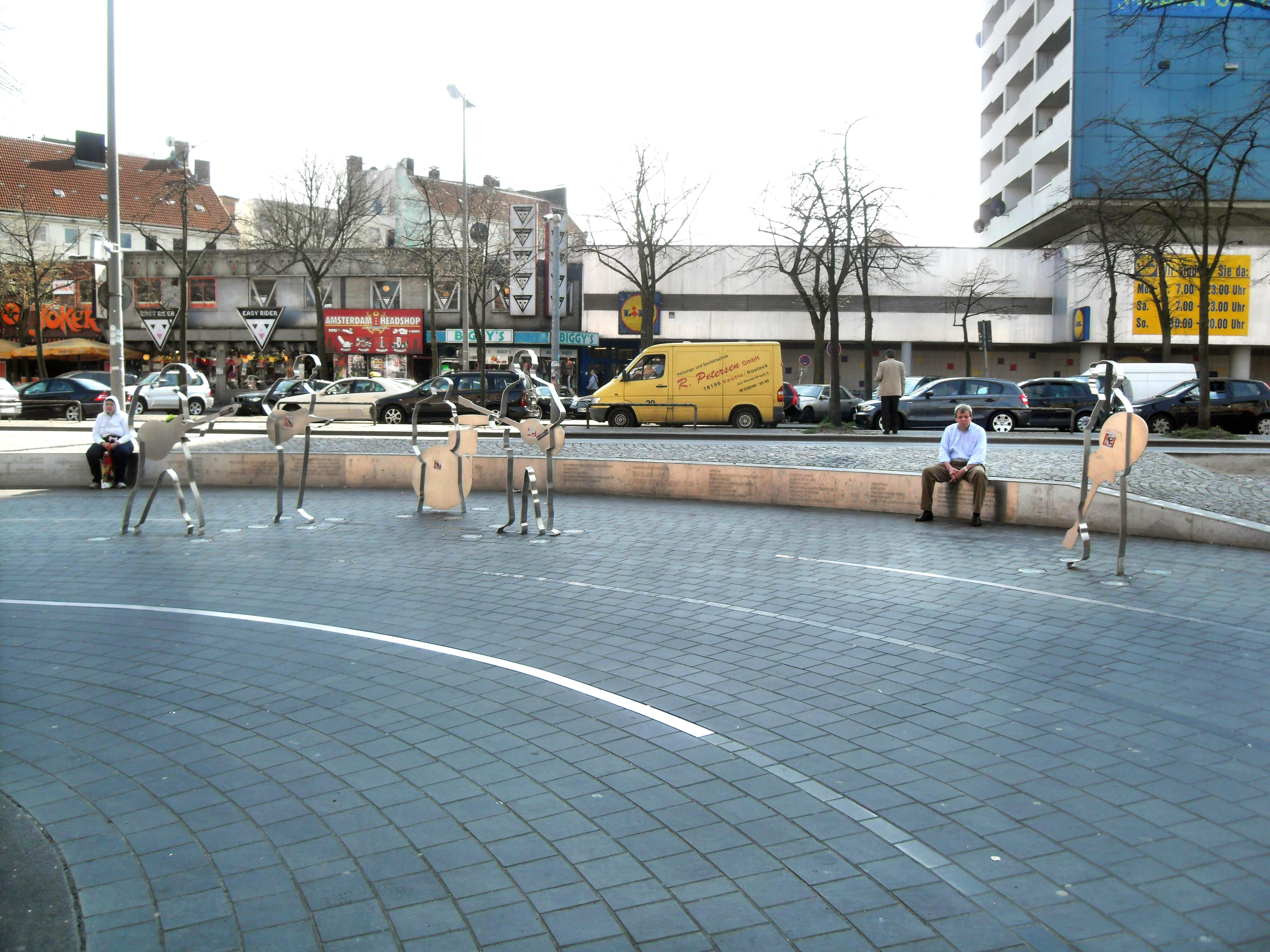
Фигуры пяти музыкантов группы на «Площади Битлз»

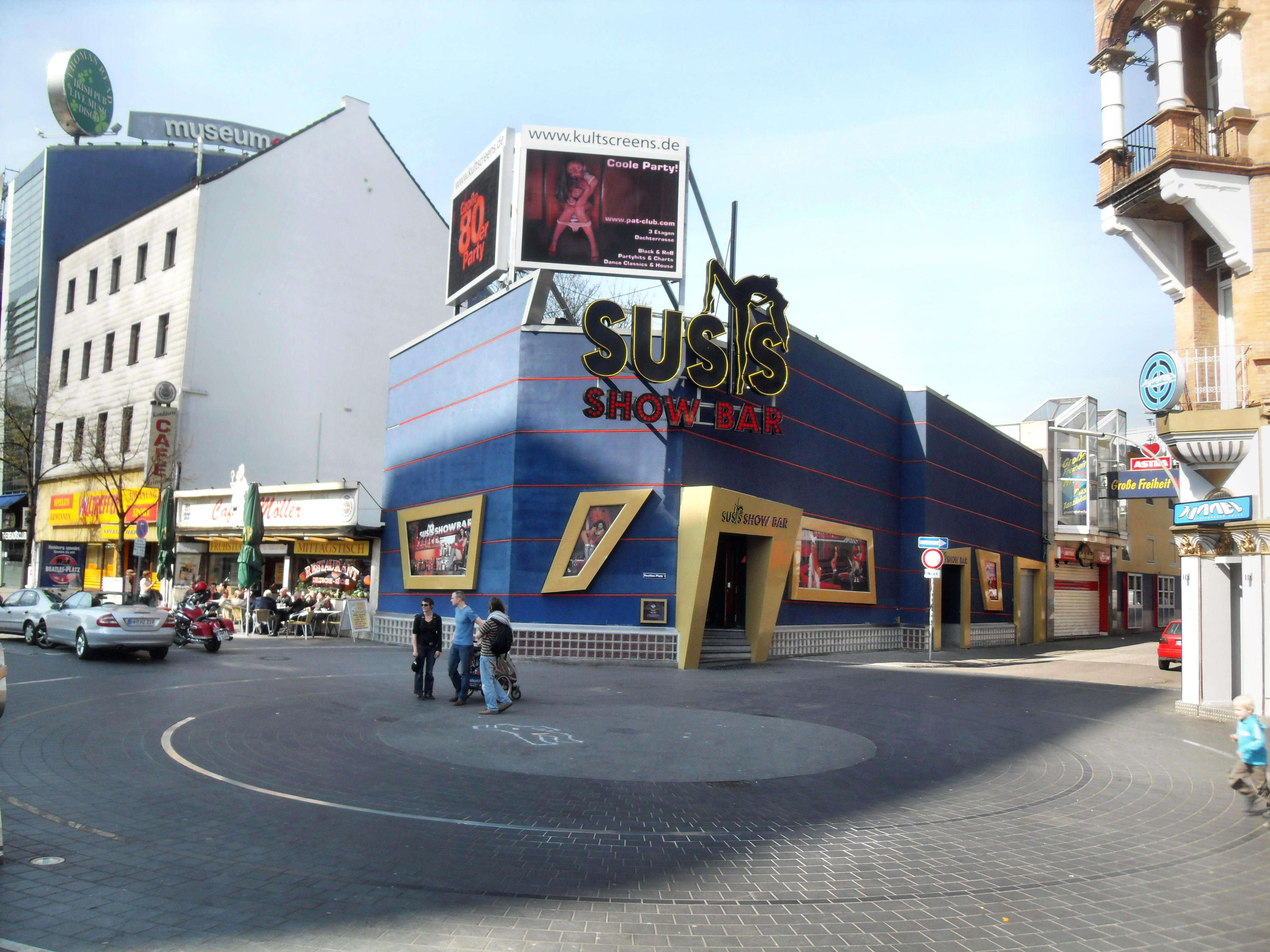
«Площадь Битлз» со стороны Гроссе Фрайхайт

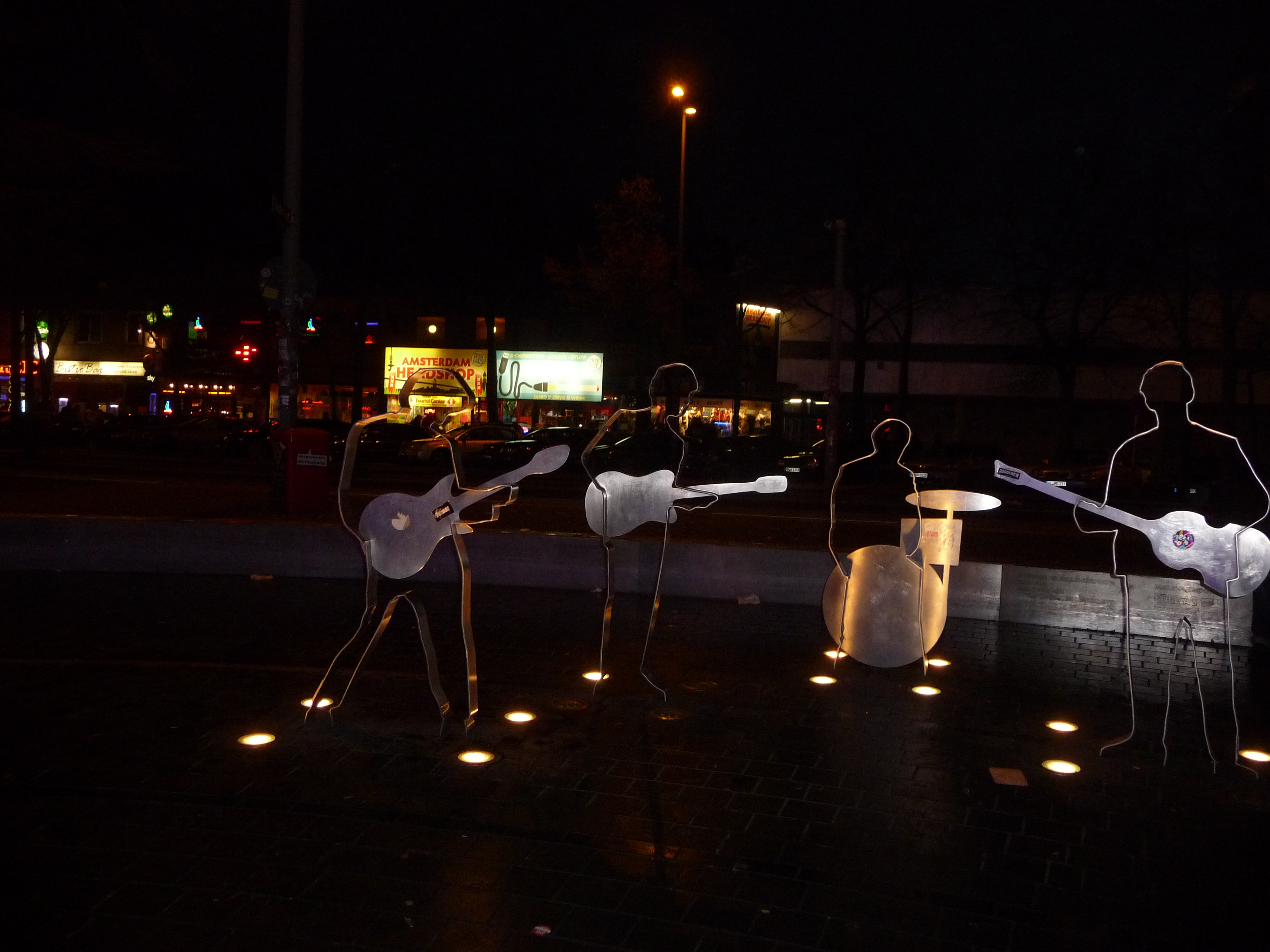
«Площадь Битлз» при ночном освещении

Beatles-Platz (с нем. — «Площадь Битлз») — место, расположенное в квартале Санкт-Паули, Гамбург, на пересечении улиц Репербан и Гроссе Фрайхайт. Площадь имеет округлую форму диаметром 29 метра (95 футов) и вымощена несколькими витками чёрных кирпичных колец по всему периметру, для имитирования схожести с виниловой пластинкой. В периметре площади находятся пять статуй (выполненных из нержавеющей стали), представляющих музыкантов The Beatles: Джон Леннон, Пол Маккартни, Стюарт Сатклифф, Джордж Харрисон, а также гибрид барабанщиков Пита Беста и Ринго Старра, каждый из которых выступал с группой во время её гамбургского периода.
Площадь была построена в память о важности Гамбурга в истории The Beatles. Проект был разработан архитекторами студии Dohse & Stich во время проведения общего тендера. Строительство проекта обошлось примерно в €500,000 и было разделено между меценатами, спонсорами и городским муниципалитетом Гамбурга.

## История
Идея создания площади была выдвинута в 2001 году гамбургской радиостанцией Oldie 95. По инициативе станции было организовано сообщество Interesting Beat City, которое рассматривает Beatles-Platz как первый из нескольких проектов, направленных на увековечивание памяти группы в городском пейзаже Гамбурга.
После того, как первый бургомистр Гамбурга Оле фон Бойст и министр культуры Карин фон Велк выразили официальное одобрение Сената для реализации концепции, начались строительные работы. Первоначальный план предусматривал начало строительства в конце 2005/начале 2006 года, стоимость работ 100 000 евро и завершение в мае 2006 года, накануне начала чемпионата мира по футболу.
29 мая 2008 года в 13:00 начался этап строительства символической церемонией закладки фундамента, в мероприятии участвовали: Стефан Хеллер (Oldie 95), Уриц фон Эртцен (Hi-Life Entertainment), Франк Отто, Карин фон Велк (министр культуры), Маркус Шрайбер (руководитель районного отделения Гамбург-Центра) и Йорн Вальтер (старший директор по строительству).
Строительство продолжалось примерно три месяца. 11 сентября 2008 года под председательством первого бургомистра города состоялось торжественное открытие площади. Во время церемонии он обратился к жителям города со следующими словами: «Пришло время, чтобы Гамбург почтил память этой великой группы». Мемориал The Beatles состоит из металлических статуй участников группы, а также выгравированные названия их популярных песен. Первые гравюры содержали несколько орфографических ошибок, такие как «Drive me car», «Sgt. Peppers Lonely Hearts Club Band» и «Can't Buy Melove», которые не успели исправить до открытия. К настоящему времени неправильные названия заменены.
С 2009 по 2012 годы в Гамбурге функционировал музей Beatlemania Hamburg, посвящённый творчеству The Beatles, с выставкой, расположенной в непосредственной близости от площади. Однако он был закрыт «из-за низкого интереса».